# Iago ap Beli
Iago ap Beli (c. 540 – c. 616) fue rey de Gwynedd entre 599 y 616. Poco es sabido de él o su reino en esta era temprana, con sólo unas cuantas menciones anécdoticas.
Iago ap Beli (latino: Iacobus Belii filius. en inglés: Saint James son of Beli) fue el hijo y sucesor de Beli ap Rhun, y está listado en las Harleian genealogies. La otra información histórica de la que disponemos proviene de la información de su muerte, que tuvo lugar el mismo año que la batalla de Chester (en galés: Gwaith Caer Lleon), sin conexión entre uno y otro acontecimiento. Fue sucedido por su hijo, Cadfan ap Iago.
La publicación en 1766 de la obra de Henry Rowlands Mona Antiqua Restaurata dice que los archivos de la catedral en Bangor mencionan a Iago como fundador de un decanato allí (' Iago ap Beli Rex Decanatu Ecclesiam ditavit '). Aun así, lo acertado de la afirmación ha sido puesto en duda por la obra de Haddan y Stubbs, donde señalan que "el testimonio histórico más temprano de un Dean en Bangor es 1162".
En las Tríadas galesas medievales, la muerte de Iago ap Beli está descrita como resultado de una hachazo de uno de sus hombres, un tal Cadafael Wyllt (ingleses: Cadafael el Salvaje). En su Gran Bretaña Celta, John Rhys afirma que los Anales de Tigernach mencionan la muerte de Iago y utilizan la palabra dormitat (o dormitato, significando sueño como un eufemismo para muerte), contradiciendo la idea de una muerte violenta. Aún más, cómo la palabra dormitato era generalmente utilizada en referencia a los clérigos, es posible que Iago abdicara e ingresara en la vida religiosa.

## Geoffrey de Monmouth
Las historias en gran parte ficticias de Gran Bretaña escritas por Geoffrey de Monmouth usan los nombres de muchos personaje históricos como caracteres novelescos. Una de estas historias utiliza los nombres del hijo de Iago, Cadfan y otros contemporáneos, diciendo cómo un cierto Edwin pasó su juventud exiliado en Gwynedd, creciendo junto al nieto de Iago, el futuro rey Cadwallon.
No obstante, una "historia" tradicional surgió de la mezcla entre la ficción de Geoffrey con la historia real, implicando que el futuro Edwin de Northumbria realmente pasó su juventud en Gwynedd, creciendo junto al nieto de Iago, el futuro Cadwallon. Realmente, Cadwallon y Edwin eran enemigos sin conexiones juveniles conocidas: Edwin invadió Gwynedd y expulsó al Cadwallon a exilio, y sería Cadwallon, en alianza con Penda de Mercia, quien finalmente derrotó y dio muerte a Edwin en 633 en la Batalla de Hatfield Chase (en galés: Gwaith Meigen). La historia de su amistad de juventud tendría cierto atractivo romántico.
Lo que sabemos es que en 588 murió el rey Ælla de Deira, y Æthelfrith de Bernicia aprovechó para invadir y conquistar Deira, expulsando al hijo de Ælla, de 3 años de edad, el futuro Edwin de Northumbria, al exilio. Edwin se aliaría con Rædwald de Estanglia en 616, derrotando y matando a Æthelfrith y convirtiéndose en uno de los reyes más exitosos de Northumbria. La vida de Edwin en el exilio es desconocida, y no hay base histórica para colocarle en Gwynedd.

## Citas
1. ↑  Phillimore (1888, pp. 169-170) — the pedigree is given as: ... map Rotri map mermin map etthil merch cinnan map rotri map Intguaul map Catgualart map Catgollaun map Catman map Iacob map Beli map Run ..., and from there back to Cunedda and his ancestors.
2. ↑  Phillimore (1887, pp. 87) — the pedigree is given as .
3. ↑  Phillimore (1888, pp. 156), Annales Cambriae, "Gueith cair legion. et ibi cecidit selim filii cinan. et iacob filii beli dormitatio".
4. ↑  Lloyd (1911, pp. 181), A History of Wales, Vol.
5. ↑  Rowlands, Henry (1766), Mona Antiqua Restaurata (Second edición), London: J. Knox, pp. 163-164 |publication-date= y |fecha-publicación= redundantes (ayuda).
6. ↑  Haddan, Arthur West, ed. (1869), «Church of Wales During the Saxon Period», Councils and Ecclesiastical Documents Relating to Great Britain and Ireland I, Oxford |publication-date= y |fecha-publicación= redundantes (ayuda).
7. ↑  Stephens (1851, pp. 269), article on The Poems of Taliesin
8. ↑  Rhys (1904, pp. 126), The Kymry, in footnote 2.
9. ↑  Menzies, Louisa L. J. (1864), «The Legend of Cadwallon», Legendary Tales of the Ancient Britons, Rehearsed from the early Chronicles of Geoffrey of Monmouth, London: John Russell Smith, pp. 167-190 |publication-date= y |fecha-publicación= redundantes (ayuda).
10. ↑  Hunt, William (1901),  Stephens, W. R. W., ed., The English Church: From Its Foundation to the Norman Conquest (597 - 1066) I, London: Macmillan and Co., p. 52 |publication-date= y |fecha-publicación= redundantes (ayuda).

| Predecesor: Beli ap Rhun | Rey de Gwynedd 599 - 616 | Sucesor: Cadfan ap Iago |

- Datos: Q2419470